# Marino Caracciolo
Marino Caracciolo, född omkring 1468, död 28 januari 1538, var en neapolitansk präst och diplomat.
Caracciolo sändes 1518 av påven Leo X till Tyskland för att få Martin Luther utlämnad. Han blev 1535 kardinal och slutligen kejserlig ståthållare i Milano.